# 워터파이어
워터파이어(WATERFIRE)는 엠넷의 리얼리티 경쟁 프로그램 빌드업 : 보컬 보이그룹 서바이벌을 통해 결성된 대한민국의 보이 밴드이다. 이 4인조 그룹은 선율, 우무티, 최수환, 강하윤으로 구성됐다. 2024년 5월 30일 싱글 앨범 Possible로 정식 데뷔했다.